# Данска
Данска (дан. Danmark) држава је у северној Европи. Део је Краљевине Данске и најјужнија нордијска земља. Налази се југозападно од Шведске, јужно од Норвешке и северно од Немачке са којом се и граничи. Између је Северног мора на западу и Балтичког мора на истоку. Главни и највећи град је Копенхаген.
Данска је развијена земља са напредном привредом и високим приходима, животним стандардом и снажном политиком социјалне заштите. Данска је један од бројних међународних организација, међу којима су НАТО, Нордијски савет, Организација за економску сарадњу и развој, ОЕБС, Савет Европе и Уједињене нације, а такође је део шенгенске зоне. Данска одржава блиске политичке, културне и језичке везе са својим скандинавским суседима. Политички систем Данске, који наглашава широки консензус, сматра се као скоро савршено управљање.

## Историја
Порекло Данске је изгубљено у праисторији. Пре него што је била настањена нордијским народима, Данска је била дом Келтима — што је потврђено открићима ритуалних мочварних убистава и сахрана. Најстарије данско писмо потиче из седмог века, када је настала и нова рунска азбука. Најстарији град је Рибе који датира из 810. године.
Све до 11. века (када је дошло до покрштавања) Данци су били познати као Викинзи, заједно са Норвежанима и Швеђанима, који су колонизовали, нападали и трговали у свим деловима Европе. Многи археолози и историчари верују да су Викинзи допрли чак до Америке и да су је први пронашли. Путовали су од Скандинавије до Исланда, затим даље до Гренланда и на крају до Америке.
У различитим добима краљ Данске је владао деловима Енглеске и Ирске, Норвешком, Шведском, Финском, Исландом, Француском, нарочито Нормандијом и деловима Девичанских острва, Транкебаром у Индији, деловима обала Балтичког мора и данашњом северном Немачком. Сканија, Блекинг и Халанд су били делови Данске већим делом њене ране историје, али су потпали под шведску власт 1658. године. Савез са Норвешком је раскинут 1814. године, када је Норвешка ушла у нови савез са Шведском, до 1905. године.
Дански либерални и национални покрет постао је значајан 1830-их година и после европских револуција 1848. године Данска постаје уставна монархија 5. јуна 1849. године.
После Другог шлезвичког рата 1864. године, Данска је била присиљена да уступи покрајину Шлезвиг-Холштајн Пруској, што је била последица пораза који је оставио дубоке трагове у данском националном идентитету. После овога Данска је усвојила политику неутралности, због чега остаје неопредељена у Првом светском рату. Због пораза Немачке током склапања Версајског мира Данској је понуђено враћање покрајине Шлезвиг-Холштајн. Бојећи се Немачке одмазде она је одбила да прихвати враћање Холштајна и инсистирала је на плебисциту о повратку Шлезвига. Године 1920. је као резултат плебисцита северни Шлезвиг враћен Данској.
Упркос неутралности Данску су Немци напали (операција Везерибунг), 9. априла 1940. године. Иако у почетку са сопственом влашћу (која се завршила 1943. због растућег отпора), Данска је остала окупирана током целог Другог светског рата. После рата Данска је постала једна од оснивача НАТО-а, и 1973. године, придружила се Европској економској заједници (касније Европска унија).

## Влада и политика
Године 1849. Данска је постала уставна монархија усвојивши нови устав. Монарх је формално на челу државе, што је углавном церемонијална улога, пошто је извршна власт у рукама кабинета министара, са премијером као првим међу једнакима (primus inter pares). Законодавну власт чине и влада и Дански парламент, познат као Фолкетинг, који се састоји од (не више од) 179 чланова. Данско судство је функционално и административно независно од извршне и законодавне власти.
Парламентарни избори морају се одржавати најмање сваке четири године; али премијер може да затражи превремене изборе, ако тако одлучи. Уколико парламент изгласа неповерење премијеру, целокупна влада се распада.

## Географија
Данска се састоји из полуострва Јиланд (Jylland) и 405 именованих острва. Од њих је 323 насељено, а највећа су Селанд (Sjælland) и Фин (Fyn). Острво Борнхолм се налази нешто источније од остатка земље, у Балтичком мору. Многа од већих острва су повезана мостовима; Ересунд мост (Øresund) повезује Зеаланд са Шведском, Мост великог појаса повезује Фин са Селандом, а Мост малог појаса повезује Јиланд са Фином. Мања острва су повезана линијама трајекта.
Данска је заталасана равница, са брежуљцима чије висине не прелазе 173 m надморске висине. Највиша тачка је Ејер Бавнехој (173 m надморске висине). Велики утицај на образовање ове равнице имали су ледници током плеистоцене глацијације. Глацијални трагови најмлађе глацијације бројни су на територији Данске, осим у западном делу Јиланда где су они слабије очувани. Глацијални акумулативни облици рељефа представљени су моренама које се састоје од глацијалних и флувиоглацијалних седимената наталожених преко подинских стена. На простору Данске присутни су еолски облици рељефа представљени пустарама и динама. Бројне пустаре образоване су на челу некадашњег инландајса и састоје се од песковитог материјала. Дине се јављају у западном делу полуострва Јиланд, који није био захваћен вирмском глацијацијом.
Зиме су благе, а лета свежа. Најзначајнији градови су престоница, Копенхаген (на Селанду), Архус, Алборг (на Јиланду) и Оденсе (на Фину).
Оранице, пашњаци и травњаци заузимају око ¾ површине и засејане су у првом реду крмним биљкама. Више од половине извозне вредности даје сточарство. Извозе живу стоку, месо, маслац, јаја, сир, мед и млеко. Развијен је и риболов.

## Национални паркови
У Данској постоји пет националних паркова:
| Име                           | Основан | Величина () | Слика |
| ----------------------------- | ------- | ----------- | ----- |
| Национални парк Ти            | 2008.   | 243.7       |       |
| Национални парк Молс Бјерге   | 2009.   | 180         |       |
| Национални парк Скјерн А      | 2010.   | 248.7       |       |
| Национални парк Ваденско море | 2010.   | 1339.49     |       |
| Национални парк Нордсјеланд   | 2010.   | 390         |       |

## Окрузи
Данска је подељена на 5 регија и укупно 98 општина. Регије су формиране 1. јануара 2007. године као део данске опште реформе која је заменила 13 традиционалних округа (amter). У исто време мање општине (комуне) којих је било 270, су спојене у веће целине и сад их има 98. Најважније подручје одговорности за нове регије је национална здравствена служба. За разлику од бивших кантона, регије не смеју наплаћивати порез, а здравствене услуге се финансирају првенствено из националног 8% пореза у комбинацији са средствима из обе владе и општина. Свако регионално веће састоји се од 41 политичара изабраних на данским општинским изборима.
Већина нових општина има популацију од 20.000 становника, иако су неке изузеци овом правилу.
1. Централна општина (Hovedstaden)
2. Северни Јиланд
3. Средњи Јиланд
4. Јужни Јиланд
5. Селанд (Sjælland)

Гренланд и Фарска острва су делови Краљевине Данске, али имају аутономан статус и увелико су самоуправни, а представљени су сваки по два места у парламенту.

## Демографија
Већина становништва Данске је скандинавског порекла, уз мале групе Инуита (са Гренланда), Фарана, и имиграната. Пошто не постоје званичне статистике о саставу становништва, процјењује се да је 86,1% становништва данског порекла, укључујући људе који воде порекло са Грендланда и Фарских острва. Од краја Другог светског рата, Данска је постала земља имиграције. Процењује се да у држави живи 10,5% имиграната, док су 3,3% потомци имиграната. Од 18. века па све до седамдесетих година 20. века, данска влада је водила процес "Данизације", тј. асимиловања гренландских Инуита у данску нацију.
Иако Данска има ниску стопу фертилитета, становништво расте захваљујући досељавању страних држављана. Стопа раста популације износи 0,59% годишње.
Дански је де факто национални језик Данске. Припада северном огранку Германских језика и сродан је шведском, норвешком и фарском језиком. Немачки језик се прича у мањини у јужном дијелу полуострва Јиланд и признат је као мањински језик на државном нивоу. По подацима из 2007. године било је око 25.900 говорника овог језика у јужном делу Јиланда. Фарски језик службени је на Фарским острвима и сродан је данском језику, док гренлански језик, који је службени на Гренланду, нема повезаности са данским језиком. Велика већина становништва Данске (86%) прича енглески као други језик.
Од религија у Данској, по статистикама из јануара 2020, 74,3% Данаца су чланови Лутеранске државне цркве, Данске народне цркве (Den Danske Folkekirke). Остатак припада првенствено другим хришћанским деноминацијама уз око 4,4% муслимана.

### Највећи градови
| Копенхаген Орхус | 1.  | Копенхаген | Покрајина главног града Данске | 1.167.569 | Оденсе Олборг |
| Копенхаген Орхус | 2.  | Орхус      | Средишња Данска                | 239.865   | Оденсе Олборг |
| Копенхаген Орхус | 3.  | Оденсе     | Јужна Данска                   | 158.678   | Оденсе Олборг |
| Копенхаген Орхус | 4.  | Олборг     | Северна Данска                 | 122.461   | Оденсе Олборг |
| Копенхаген Орхус | 5.  | Есбјерг    | Јужна Данска                   | 71.025    | Оденсе Олборг |
| Копенхаген Орхус | 6.  | Рандерс    | Средишња Данска                | 59.842    | Оденсе Олборг |
| Копенхаген Орхус | 7.  | Колдинг    | Јужна Данска                   | 56.249    | Оденсе Олборг |
| Копенхаген Орхус | 8.  | Хорсенс    | Средишња Данска                | 52.518    | Оденсе Олборг |
| Копенхаген Орхус | 9.  | Вејле      | Јужна Данска                   | 50.213    | Оденсе Олборг |
| Копенхаген Орхус | 10. | Роскилде   | Сјеланд                        | 46.292    | Оденсе Олборг |

## Књижевност
Данска књижевност почиње са рунским натписима око 300. године. Сачувани су епитафи краљевима, ратницима и свештеницима, нарочито из периода 800—1100, а то су кратки садржајни натписи о биткама, о ратничким и пљачкашким подвизима Викинга. Око 1200. Саксо Граматикус написао је на латинском једно од највећих дела средњег века „Геста Данорум“, историјску хронику о јуначким делима Данаца. Позната је збирка данских народних песми коју је саставио Свенд Грунтвиг, са 539 балада у 3.000 варијанти. У њима се велича слобода данског народа, а најпопуларнија је о Нилсу Ебесену, племићу са Јиланда, и његовој победи над немачким тиранином и грофом Халстајном, који је 1340. пошао да покори Данску. Прва штампарија основана је 1842. Хуманиста Кристијерн Педерсен преводи Библију и Лутерове памфлете против католичке цркве.
У стварању Андерса Ареба који преводи псалме и пише религиозни еп „Хексамерон“ примећује се позни утицај ренесансе. Бординг је песник дидактичар и представник барокне поезије, а највећи песник седамнаестог века Томас Кинго пише химне и пасторалне поеме. Најзначајније проно дело „Спомен жалости“ (Јамерс Минде) написала је принцеза Леонора Кристина Улфелт (1621—1698). Лудвиг Холберг је творац данске комедије. Јохан Х стекао је име најбољег хумористе осамнаестог века комедијом „Љубав без чарапа“. Ханс Кристијан Андерсен доноси потпуно нови облик у књижевност, писао је бајке и приче за децу. Хенрик Понтопидан пише 3 велика циклуса романа и настоји да каже праву истину о својим земљацима.
Два највећа писца прве половине деветнаестог века су Мартин Андерсен Нексе, песник градског пролетаријата, и Јоханес Јенсен, есејиста, песник.
Од савремених данских писаца познати су драматичари Кај Мунк и Клејд Абел, а од песника Нис Петерсен, Раул Лакур и Тове Дитлевсен.

## Образовање
Образовање у Данској је бесплатно и готово сва омладина је образована. Девет година школе за децу од 7 до 16 година је обавезно. Предшколска настава и вртићи су остављени слободном избору али их око 60% деце похађа. После завршених девет разреда четвртина ученика напушта школу и почиње да ради. Такође постоји и десети разред који деца могу да упишу уколико се не осећају спремнима за средњу школу. Доста ученика га похађа.
Приближно половина ученика иде на занат и нешто мало више од четвртине се уписује у више средње школе (гимназија) или друге институције које нуде више образовање. После гимназије млади најчешће настављају са универзитетима или академијама. Већина их прави једногодишњу паузу између средње школе и факултета и путују по свету.
Већина ученика за време средњег образовања ради отприлике по 6 сати недељно. Са навршених шеснаест година они од државе добијају школарину, како не би морали радити прековремено и како би имали више времена за учење.
У свим школама постоје савети ученика који се брину о свим проблемима ученика и о њима расправљају на састанцима са директорима и професорима. Сваке године од владе добију одређену своту новца са којом сами располажу. Најчешће са тим парама праве школске приредбе, купују уџбенике. Дужина часа варира од школе до школе.

## Привреда
Данска има модерну тржишну привреду. Животни стандард је врло висок, данска круна је стабилна и везана уз евро (1 € = 7,42 ДКК). Привреда зависи од спољне трговине и извоза (највише се извози: свињетина, риба и житарице). Данци су одбили евро на референдуму 2000. године. Привреда је врло синдикализована; више од 75% радне снаге су чланови синдиката. Правила о раду и плати већином се договарају између синдиката и послодаваца, без уплитања државе.

## Занимљивости
Скулптура Мала сирена, обележје Копенхагена, односи се на сирену из истоимене бајке Данца Ханса Кристијана Андерсена.
Тачка Данске најудаљенија од мора налази се на само 50 km од обале.
Највиша тачка Данске налази се на само 173 m надморске висине.
Познате „Лего“ коцке производе се у месту Билунд у Данској.